# Цзоцзянский чжуанский язык
Цзоцзянский чжуанский язык (Ken Tho, Longyin, Longzhou, Nung Chao, Pho Thai, Pu Tho, Southern Zhuang, Tho, Zhuangyu nanbu fangyan Zuojiang tuyu, Zuojiang Zhuang) относится к чжуанским языкам на реке Цзоуцзян, на котором говорят в нескольких деревнях уезда Фунин провинции Юньнань, в уездах Дасинь, Лунчжоу, Нинмин, Пинсян, Тяньдэн, Цзиньси, Чунцзо юго-западной части Гуанси-Чжуанского автономного района в Китае и в провинции Лангшон во Вьетнаме.
В классификации Пхиттаяпона (Pittayaporn, Pittayawat. 2009. The Phonology of Proto-Tai. Ph.D. dissertation. Department of Linguistics, Cornell University) цзоцзянский чжуанский язык является не одним языком, а частями двух главных ветвей тайской языковой семьи (типы B, F и H).